# Ківатін (район)

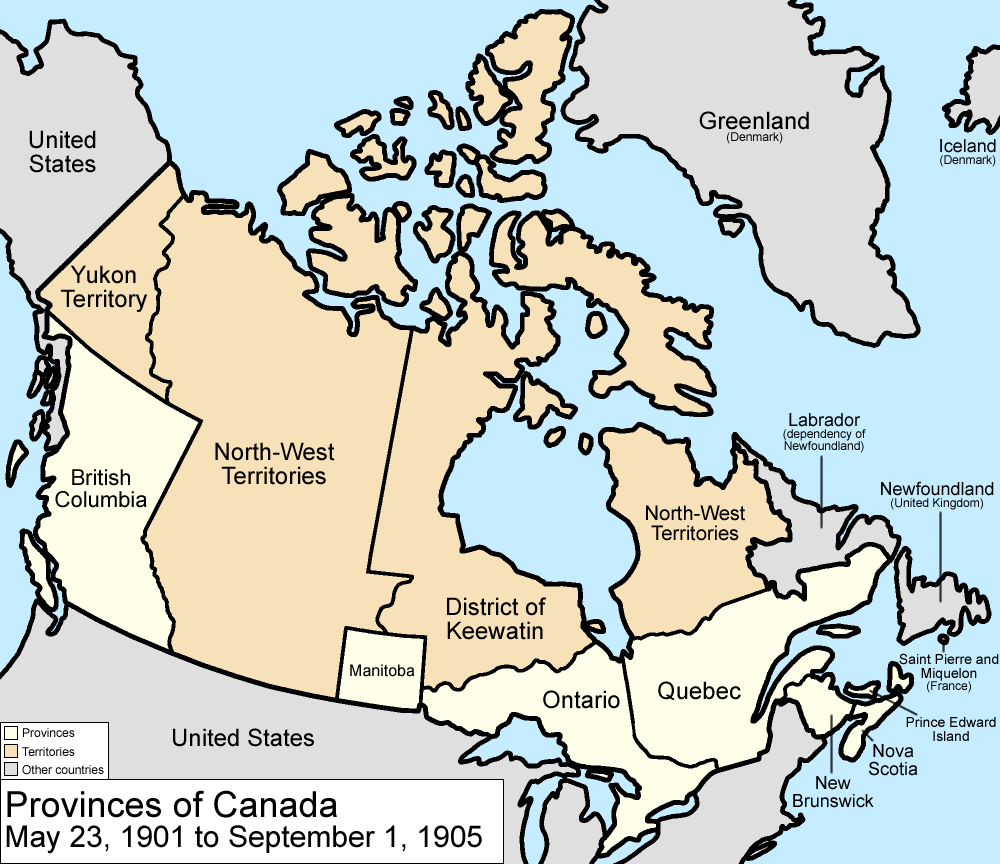
Розташування району Ківатін на мапі до його реорганізації в 1905 році.

Ківатін (англ. District of Keewatin) — колишня територія Канади, а пізніше адміністративний район Північно-західних територій. Був створений в 1876 році за Законом Ківатіна, і спочатку охоплював велику територію на захід від Гудзонової затоки. У 1905 році став частиною Північно-західних територій, а в 1912 році його південні частини були приєднані до провінцій Манітоба і Онтаріо, решта терену була реорганізована у Регіон Ківатін. 1 квітня 1999 р. Регіон Ківатін було офіційно скасовано, через створення провінції Нунавут зі східних частин Північно-західних територій, включаючи весь Ківатін.
Назва "Keewatin" походить з алгонкінської: [kīwēhtin] Помилка: {{Lang}}: текст вже має курсивний шрифт (допомога) (ᑮᐍᐦᑎᐣ) у крі або [giiwedin] Помилка: {{Lang}}: текст вже має курсивний шрифт (допомога) (ᑮᐌᑎᓐ) in Оджибве—що значить північний вітер.  В Інуктитут, має назву [Kivalliq] Помилка: {{Lang}}: текст вже має курсивний шрифт (допомога) (ᑭᕙᓪᓕᖅ)—має назву Ківаллік у Нунавут.